# Музыкальный фонд СССР
Музыкальный фонд СССР — общественная организация, созданная в 1939 году при Союзе композиторов СССР на основании постановления СНК СССР от 20 сент. 1939 г.
Имел целью содействие творческой деятельности своих членов путем организации консультаций, творческих командировок, домов творчества, конкурсов на создание музыкальных произведений, оказания помощи в повышении квалификации композиторов и др.
Возглавлял организацию Директор фонда.
Музыкальный фонд имел производственные комбинаты в Москве, Ленинграде, Свердловске, Киеве.

## История
Организация создана в Москве при СК СССР в 1939.
До 1950-х Центральный служебный аппарат был крайне немногочислен. Бумаготворчеством себя композиторы не утруждали. Перед 1948 годом сложилась парадоксальная ситуация. Учрежденный в 1939 году Музфонд обеспечивал членам композиторских организаций финансовую поддержку. А общественный авторитет имен крупных композиторов, которых Оргкомитет поддерживал, сообщал музыкальной жизни настоящую демократичность. Исследователи говорят, что директивные идеологические указания воспринимались как условия внешние, как социальная атрибутика времени, дававшие простор для естественного творческого высказывания.

## Деятельность
Основная цель — содействие творческой деятельности композиторов и музыковедов.
Фонд оказывал своим членам материальную помощь путем выдачи ссуд и пособий, организовывал их культурно-бытовое, медицинское и санаторно-курортное обслуживание (строительство и содержание жилых домов, домов отдыха, санаториев, поликлиник, дач, домов престарелых композиторов, пионерских лагерей, детских садов и яслей, библиотек, мастерских по ремонту музыкальных инструментов и др. предприятий).
Средства фонда формировались из вступительных и ежемесячных членских взносов, а также взносов издательств и др. организаций в размере 5 % гонорара, выплаченного ими за музыкальные произведения и музыковедческие работы, отчислений зрелищных предприятий в размере 1,5 % от валового сбора со спектакля (концерта), доходов от предприятий и др. Предприятия и организации Музыкального фонда СССР освобождены от уплаты всех государственных налогов и сборов.  
Велась работа по переписке нот, выполняемая по заданиям предприятий и отделений Музыкального фонда СССР.  
Музыкальный фонд СССР финансировал фольклорные экспедиции, предоставляет возможность членам Союза композиторов работать над новыми произведениями в домах творчества, оказывал им материальную помощь.
Фонд проката нот, созданный Музыкальным фондом занимался пропагандой советской музыки как в СССР, так и за рубежом.

### Издательская деятельность
Фонд выпускал нотные издания, часто методом стеклографии и малыми тиражами. Это были по преимуществу небольшие произведения, но в первой половине 1950-х им были изданы многие клавиры советских опер и оперетт. Например, «Трембита» Ю. С. Милютина и «Иван Болотников» Л. Б. Степанова в 1951 г.; «Каменный цветок» К. В. Молчанова в 1952 г.; «В грозный год» («Вадим») Г. Г. Крейтнера в 1954 г.; «Золотая долина» и «Вольный ветер» И. О. Дунаевского в 1955 г.; его же «Белая акация» в 1956 г.. В 1954 г. было напечатано переложение для фортепиано балета К. Караева «Семь красавиц».
Отделения фонда в национальных республиках СССР также издавали ноты. Так, грузинское отделение продолжало активную издательскую деятельность по меньшей мере вплоть до 1989 года.